# 6558 Норідзукі
6558 Норідзукі (6558 Norizuki) — астероїд головного поясу, відкритий 14 квітня 1991 року.
Тіссеранів параметр щодо Юпітера — 3,612.
Названо на честь Норідзукі (яп. のりづき(法月) норідзукі)